# Henotesia simonsii
Henotesia simonsii är en fjärilsart som beskrevs av Butler 1877. Henotesia simonsii ingår i släktet Henotesia och familjen praktfjärilar. Inga underarter finns listade i Catalogue of Life.